# برده‌داری معاصر

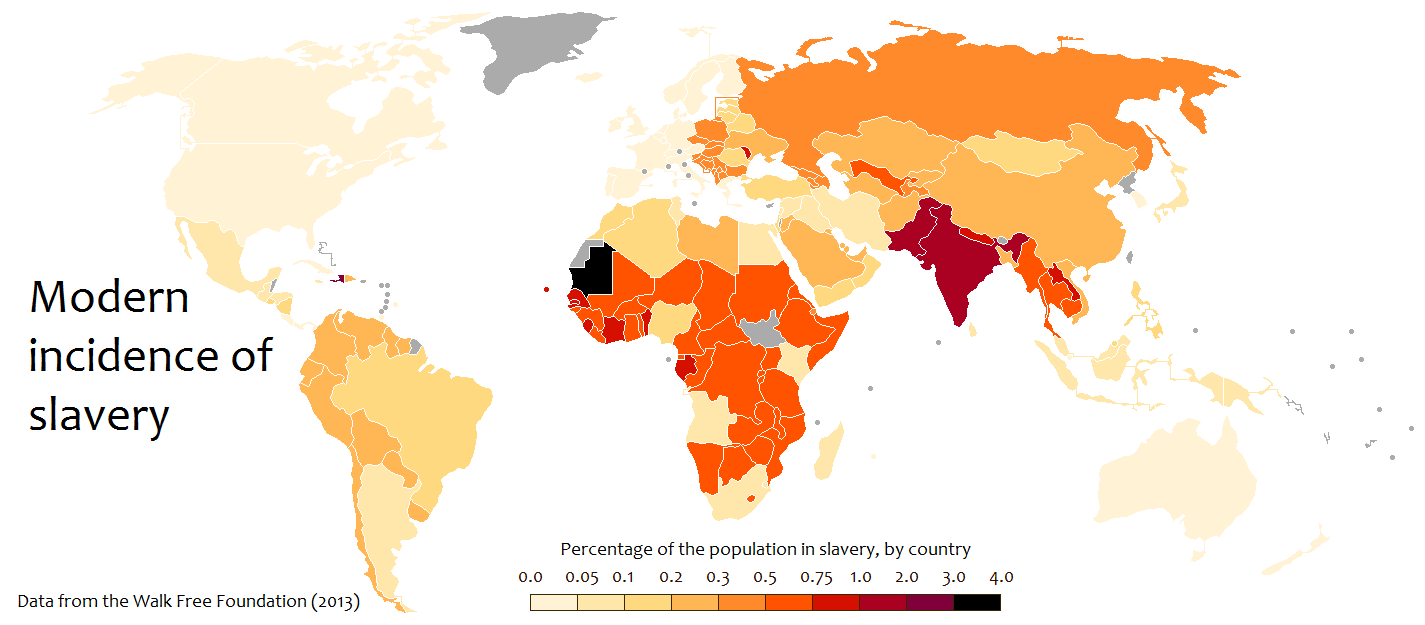
قاچاق انسان

برده‌داری معاصر (انگلیسی: Contemporary slavery) که به آن برده‌داری جدید هم می‌گویند، به نهادهایی از برده‌داری گفته می‌شود که در حال حاضر هم وجود دارند. شمار برده‌ها امروزه از ۲۱ الی ۲۹ میلیون نفر تا ۴۶ میلیون نفر هم می‌رسد.

## تعریف
بر طبق تعریفی که اداره کنترل و مبارزه با قاچاق انسان در وزارت خارجه آمریکا ارائه می‌دهد، برده‌داری جدید و قاچاق انسان عباراتی هستند که زیرپوش آنها افراد با زور و اجبار یا فریب به کار اجباری (بیگاری) با تجارت جنسی وادار می‌گردند. طبق آنچه پروفسور کوین بالز (Kevin Bales) یکی از پایه‌گذاران و مدیر قبلی سازمان برده‌ها را آزاد کنید، برده‌داری جدید به مواردی گفته می‌شود که یکنفر شخص دیگری را به هدف استثمار با اجبار و زور کنترل می‌کند. با این توضیحات، تحقیقاتی که بیایید آزادی را پایه‌ریزی کنیم انجام داده، آمار بردگان در سراسر جهان در سال ۲۰۱۶ حدود ۴۵٫۸ میلیون نفر برآورد شده‌است که ۵۸٪ آنها در ۵ کشور هند، پاکستان، چین، بنگلادش و ازبکستان می‌باشند. از این ۴۵٫۸ میلیون نفر در حدود ۱۰ میلیون از آنها تخمین زده می‌شود که اطفال باشند. بالز (Bales) هشدار می‌دهد که به دلیل اینکه برده‌داری همه جا رسماً غیرقانونی است، این عمل با اشکال مختلف و به‌طور پنهانی انجام می‌شود؛ و این موجب شده که تعداد واقعی قربانیان با این شیوه‌های مخفی را نتوان از منابع دست اول کسب کرد. بهترین راه این است که از منابع دست دوم برآوردهای مورد نیاز را بدست آورد، مانند تحقیقات سازمان ملل متحد UN، مقالات روزنامه‌ها، گزارش‌های دولتها، ارقامی که سازمانهای غیردولتی منتشر می‌کنند.

## علل و انگیزه
هرگاه هزینه تغذیه و بزور به برده گرفتن افراد در مجموع ارزانتر از هزینه پرداخت دستمزد کارگر باشد سرمایه‌گذاری در برده‌داری جاذب خواهد بود. بعبارتی هزینه تغذیه کارگر آزاد، بیش از هزینه به برده گرفتن دیگران است. اگر هزینه به بردگی گرفتن بهر شکلی بالا رود این انگیزه کاهش می‌یابد؛ لذا اگر کار برای برده داران سخت گردد و هزینه به برده گرفتن افراد بالا رود، آنوقت انگیزه به بردگی کشاندن افراد هم کاهش پیدا خواهد کرد. در مناطقی که هزینه به برده کشاندن افراد ساده و ارزان است و دستمزد کارگران بالاتر از این هزینه است برده‌داری هم جاذب خواهد بود. در جامعه آزاد کارگران برای کارهای سخت یا کار در شرایط سخت اضافه حقوق دریافت می‌کنند. در حالیکه در مورد کسانی که بزور به بیگاری و بردگی گرفته می‌شوند وقتی بکار طاقت فرسا وادار شدند، خبری از این اضافه پرداخت در کار نیست. حتی شرایط کار سخت برای برده داران یک مزیت و صرفه است. برده‌ها را می‌توان حتی بکارهای غیرقانونی نظیر جیب‌بری بکار واداشت. برده‌داری جدید علی‌رغم ممنوعیت بین‌المللی یا ممنوعیت قوانین محلی، یک دولت فاسد می‌تواند آنرا مجاز بشمرد و لذا کار پردرآمدی خواهد شد. درآمد حاصله از برده‌داری جدید در سال ۲۰۰۴ رقمی معادل ۵ میلیارد دلار تا ۹ میلیارد دلار تخمین زده شده‌است. در سال ۱۸۰۹ قیمت یک برده معادل حدود ۴۰هزار دلار امروز بود درحالیکه امروزه هزینه به بردگی کشاندن یک نفر، به‌شیوه جدید چیزی معادل ۹۰ دلار تمام می‌شود. خدمت اجباری کودکان بعنوان سرباز نیز یک نوع برده‌داری محسوب می‌شود. برده داری معاصر از عوارض فقر جامعه است. در کشورهایی که سطح تحصیلات پائین است، اقتصاد آزاد وجود ندارد، بی‌قانونی حاکم است و دارای ساختار اجتماعی سطح پائین هستند زمینه برای برده‌داری جدید فراهم است.